# Grmasta portulaka
Grmasta portulaka (lat. Portulacaria), biljni rod iz porodice didijerovki (Didiereaceae) čiji je najpoznatiji predstavnik, vazdazeleni grm ili manje drvo poznato kao slanina drvo, P. afra, iz Južnoafričke Republike.
Danas su ovom rodu dodane i vrste koje su pripadale rodu Ceraria. Pripada mu nekoliko vrsta, 7 priznatih.

## Vrste
1. Portulacaria afra Jacq., 1786 [1787]
2. Portulacaria armiana van Jaarsv., 1984
3. Portulacaria carrissoana (Exell & Mendonça) Bruyns & Klak
4. Portulacaria fruticulosa (H.Pearson & Stephens) Bruyns & Klak
5. Portulacaria longipedunculata (Merxm. & Podlech) Bruyns & Klak
6. Portulacaria namaquensis Sond.
7. Portulacaria pygmaea Pillans
8. Portulacaria kaokoensis (Swanepoel) comb. ined.  (Privremeno prihvaćeno ime)
9. Portulacaria kuneneana (Swanepoel) comb. ined. (Privremeno prihvaćeno ime)